# Lierna
Lierna település Olaszországban, Lombardia régióban, Lecco megyében. Menaggio, Tremezzo, Varenna és Bellagio része a Középső Comói-tó területének.
Lakosainak száma 2149 fő (2023. január 1.). Lierna Mandello del Lario, Oliveto Lario, Esino Lario és Varenna községekkel határos.

## Ingatlanpiac
A keresett területen, amelyet Como-tó központ-nak neveznek, a lakások négyzetméterenként 5.000 és 7.000 euró közötti áron kaphatók, néhány kiválasztott penthouse akár 25.000 euróra is emelkedhet négyzetméterenként. Az önállóan nem álló villák általában 10.000 és 15.000 euró közötti áron mozog, míg a tóra néző önálló villák akár 25.000 eurót is meghaladhatnak négyzetméterenként. Az ingatlanbérlés esetében egy 80 négyzetméteres tér akár 7.500 euróba is kerülhet havonta, a közös költségek nélkül. Egy 600 négyzetméteres villa, amely a Como-tóra néz, havi bérleti díja meghaladhatja a 25.000 eurót. A rövid távú bérletek (short term) általában még magasabb árakkal rendelkeznek. Ezek az ingatlanok átlagosan 400 négyzetméteresek, panorámaterekkel és privát kertekkel rendelkeznek.

## Népesség
A település lakossága az elmúlt években az alábbi módon változott:
| Lakosok száma | 2142 | 2122 | 2149 |
|               | 2017 | 2018 | 2023 |